# Michael Rusnak
Michael Rusnak CSsR (* 21. August 1921 in Beaverdale, Cambria County in Pennsylvania; † 16. Januar 2003) war ein griechisch-katholischer Ordensgeistlicher und von 1980 bis 1996 Bischof der Eparchie der slowakischen Katholiken des byzantinischen Ritus Saints Cyril and Methodius of Toronto.

## Leben
Michael Rusnak trat der Ordensgemeinschaft der Redemptoristen bei, legte die Profess am 2. August 1942 ab und empfing am 4. Juli 1949 von Pavol Peter Gojdič, Bischof der slowakischen griechisch-katholischen Eparchie Prešov, die Priesterweihe.
Papst Paul VI. ernannte ihn am 25. August 1964 zum Weihbischof in der griechisch-katholischen Eparchie Toronto und Titularbischof von Tzernicus. Der ukrainische griechisch-katholische Bischof von Toronto, Isidore Borecky, spendete ihm am 2. Januar des nächsten Jahres die Bischofsweihe; Mitkonsekratoren waren Joakim Segedi, Weihbischof in Križevci, und Nicholas Thomas Elko, Bischof von Pittsburgh.
Er nahm an der dritten und vierten Sitzungsperiode des Zweiten Vatikanischen Konzils teil. Papst Johannes Paul II. ernannte ihn am 13. Oktober 1980 zum ersten Bischof der mit gleichem Datum errichteten Eparchie der Heiligen Kyrill und Method von Toronto, der die byzantinisch-katholischen Gemeinden für Gläubige slowakischer Herkunft in Kanada unterstanden. Am 11. November 1996 nahm Johannes Paul II. seinen altersbedingten Rücktritt an.